# 270-й відділ імітаційного моделювання бойових дій (Україна)
270-й відділ імітаційного моделювання бойових дій (270 ВІМБД) — спеціальний підрозділ сухопутних військ збройних сил України.

## Історія
Підрозділ створено у 2008 р. з ініціативи компанії «Cubic Applications» щодо надання дорадчої допомоги у галузі імітаційного моделювання у рамках контракту UP-B-UBG «Про створення мобільної компоненти імітаційного моделювання на базі управління бойової підготовки Командування Сухопутних військ ЗС України».

## Завдання
Основними завданнями відділу є:
- підготовка та проведення командно-штабних комп’ютерних навчань (тренувань, воєнних ігор) з органами військового управління згідно стандартів провідних країн світу;
- освоєння та впровадження в процес підготовки та повсякденну діяльність органів військового управління сучасних інформаційних технологій (імітаційного моделювання бойових дій);
- навчання особового складу органів військового управління сучасним і перспективним комп’ютерним технологіям (програмному забезпеченню імітаційного моделювання бойових дій).

## Командування
- (2008-2010) полковник Бондар Ігор Миколайович
- (2011-дотепер) підполковник Ларіонов Артем Олександрович

## Символіка
4 листопада 2011 р. до Відділу військової символіки та геральдики Генерального штабу ЗС України звернувся тимчасовий виконувач обов’язки начальника 270 ВІМБД підполковник А. Ларіонов з проханням розглянути та доопрацювати у разі необхідності проект нарукавної емблеми частини. До листа додавалися варіанти малюнка та пояснювальна записка. В цілому, запропоновані варіанти надавалися до затвердження, однак потребували деякого доопрацювання. Тому фахівці Відділу військової символіки та геральдики доопрацювали малюнок емблеми та пояснювальну записку, а також склали опис. Всі ці документи 1 грудня 2011 р. було надіслано на адресу 270 ВІМБД. На жаль, внаслідок змін у вищому керівництві та байдужості до питань військової символіки нового начальника Генерального штабу – Головнокомандувача ЗС України генерала В.Замани документи щодо емблеми пролежали без руху весь 2012 рік. Лише 23 квітня 2013 р. малюнок було затверджено.